# Julie Lütken
Marie Dorethea Juliane "Julie" Lütken, gift Grevsen og Overbeck (født 23. marts 1788 i København; død 1. maj 1816 i Hamborg) var en dansk landskabsmaler.
Hun var datter af grosserer Christian Ludvig Lütken (født 1750 i Hamborg, død 1813 i København) og Marie Juliane Johanne f. Schinmeyer (født 1765 i Stettin, død 1832 i København).
Hun havde lært at tegne af læreren ved Kunstakademiets ornamentskole Claudius Mørch og at male af landskabsmaler Carl Frederik Vogt. Hendes sidste lærer var J.L. Lund, og hun udstillede i 1815 for første gang på Charlottenborg Forårsudstilling "sex nydelige Landskaber, malede med en juelsk Pensel". På disse blev hun enstemmig agreeret af Akademiet den 20. juni og fik til opgave for reception at male "en smuk sjællandsk Egn". Hun kaldte sig dengang "fru Lütken", idet hun i ung alder havde været gift med (1. august 1804 i København) og var blevet skilt fra en købmand Christian Grevsen i København.
Den 27. juni 1815 blev hun i andet ægteskab i Frederiks tyske Kirke på Christianshavn viet til købmand Johannes Overbeck (ca. 1787 - ?) og fulgte sin mand til Hamborg, hvor hun lagde hånd på sit medlemsstykke. Men den 1. maj 1816 døde hun pludselig ved et spring fra en vogn, hvis heste løb løbsk, Efter den deltagelse, hvormed Akademiet omtalte hendes dødsfald, synes hendes talent for landskabsmaleriet at have fundet varm påskønnelse. Den kgl. Malerisamling købte i 1813 et af hendes billeder.
Hendes værker har været udstillet posthumt flere steder. På Kvindernes Udstilling i København 1895, hvor udstillingens katalogtekst rummer en beskrivelse af Julie Lütkens arbejde med landskabet på følgende måde Den kgl. Malerisamling købte 1813 "Dansk Landskab", hænger nu på Kronborg; det er med nogle Blyantstreger antydet i en ophængt Ramme, en letskyet Himmel, blaa Højder i Horisonten, Forgrunden indhyllet i Mørke, Billedets Midtpunkt belejligt oplyst af en Solstraale".
Julie Lütkens værker udstilledes endvidere på Raadhusudstillingen i København 1901 og på Kvindelige Kunstneres retrospektive Udstilling i samme by 1920. Senest har de været vist på udstillingen Danske kvindelige kunstnere fra det 19. og 20. århundrede på Statens Museum for Kunst 1980. Udstillingen blev afholdt i anledning af FNs kvindekonference, som fandt sted i København 14.-30. juli 1980. I kataloget til udstillingen skriver redaktør Hanne Jönsson Mange af disse kunstnere - specielt for det 19. århundredes vedkommende - er nu ganske ukendte i dansk kunsthistorie. Dette gælder også Julie Lütken (1788-1816), der har skabt udstillingens ældste oliemaleri, et romantisk "Skovlandskab" (kat.nr. 5). Det blev udført i 1813, få år før hun døde, og allerede samme år indkøbt til Den Kgl. Malerisamling. På maleriets bagside ses "Cleopatras død", der er en spejlvendt kopi efter Caspar Netschers maleri i Staatliche Kunsthalle i Karlsruhe. At Julie Lütkens Cleopatra er spejlvendt i forhold til Caspar Netschers originale maleri viser, at Lütkens forlæg sandsynligvis har været et kobberstik. Har dette været tilfældet, må hun have været i besiddelse af en usædvanlig evne for at leve sig ind i originalens kraftfulde gengivelse af den tunge, skinnende silke i Cleopatras kjole.

## Værker
- Et skovlandskab (på bagsiden: Cleopatras død, spejlvendt kopi efter Caspar Netscher i Staatsliche Kunsthalle, Karlsruhe, 1813, Statens Museum for Kunst)
- Et skovlandskab med en jæger (1813, Statens Museum for Kunst)
- Skovlandskab med malkepige (Statens Museum for Kunst)
- Vej gennem en skov (1815)

| - Værker af Julie Lütken - Andejagt i skovklædt landskab, 1813 - Kleopatras død, 1813 - Skovlandskab med malkepige, 1808-16 |